# Dietwin (Kardinal)
Dietwin (auch Theodwin) († 7. März 1153) war Mönch des Klosters Mauermünster, wurde Abt in Gorze, 1134 Kardinalbischof von Porto-Santa Rufina und war päpstlicher Legat beim Zweiten Kreuzzug.

## Leben
Der aus Schwaben stammende Dietwin war seit dem Jahr 1134 als päpstlicher Legat zuerst unter Kaiser Lothar III., dann als Anhänger der Staufer unter König Konrad III. in Deutschland tätig.
Als sich Herzog Friedrich II. von Schwaben im Oktober 1134 zu Fulda unterwarf, löste ihn Dietwin vom Bann, feierte mit dem Kaiser das Weihnachtsfest zu Aachen und stand ihm noch auf dem im März 1135 zu Bamberg abgehaltenen Reichstag zur Seite.
Nach Lothars Tod erschien er abermals in Deutschland, um unter Zustimmung des Papstes, der Römer und der Städte Italiens und im Einverständnis mit dem Erzbischof Adalbert von Trier gegen Herzog Heinrich den Stolzen die Erhebung Herzog Konrads zum König durchzusetzen. Den bereits am 7. März 1138 zu Koblenz gewählten begleitete er zu den Krönungsfeierlichkeiten nach Aachen, wo er selbst, da der Erzbischof von Köln das Pallium noch nicht besaß, die Krönung vollzog. Hiermit war Dietwins Aufgabe als päpstlicher Legat keineswegs gelöst, vielmehr stand er dem König auch in den nächsten Jahren beratend zur Seite, im November und Dezember 1140 bei der Belagerung von Weinsberg, im Frühjahr 1141 zu Regensburg, als es galt, seinen Halbbruder, den Babenberger Leopold IV., gegen die Angriffe Herzog Welfs zu schützen, ebendaselbst in den beiden ersten Monaten des Jahres 1142, wo der König nach dem am 18. Oktober erfolgten unerwarteten Tode Leopolds IV. über das erledigte Herzogtum Bayern und die rheinische Pfalzgrafschaft Bestimmungen treffen musste. Seine Mission endete, als auf dem großen Reichstag in Frankfurt im Mai 1142 durch die Vermählung Gertruds von Sachsen, der Witwe Herzog Heinrichs des Stolzen, mit Heinrich Jasomirgott von Österreich, dem Bruder des Königs, endlich ein stabiler Friede zwischen der staufischen und der sächsischen Partei erreicht wurde.
Als 5 Jahre danach König Konrad III. dem Ruf des heiligen Bernhard gefolgt war und das Kreuzzugsgelübde abgelegt hatte, erschien Dietwin nochmals als päpstlicher Legat in Deutschland. Zunächst überbrachte er eine Beschwerde des Papstes Eugen III., weil Konrad in jener Angelegenheit nicht zuvor Rat und Bewilligung der römischen Kurie nachgesucht hatte. Sodann wurden er, nicht der heilige Bernhard, und der Kardinalpriester Guido von Florenz dazu ausersehen, als apostolische Legaten die beiden Könige von Deutschland und Frankreich auf den Zweiten Kreuzzug ins Heilige Land zu begleiten. Während des Kreuzzuges konnte Dietwin seinen Einfluss, soweit es darum ging, ihn als Deutscher den Franzosen gegenüber geltend zu machen, kaum entfalten. Erst nach Ostern 1149 scheint er mit König Ludwig VII. das heilige Land verlassen zu haben. Ungeachtet der kläglichen Erfolglosigkeit des Zweiten Kreuzzugs gingen schon 1150 von Frankreich lebhafte neue Kreuzzugspläne aus. Dietwin unterstützte diese im Sinne des Papstes, indem er von Italien aus König Konrad aufforderte, sein Bündnis mit dem byzantinischen Kaiser zu lösen und sich dafür mit dem den Franzosen befreundeten und von den Byzantinern angegriffenen König Roger II. von Sizilien zu verständigen. Diese Versuche waren freilich vergebens.
Dietwin starb im Jahr 1153.